# Clozapin
Clozapin ist ein Arzneistoff aus der Gruppe der Neuroleptika, der in der Behandlung von therapieresistenten Psychosen eingesetzt wird. Der 1972 im deutschen Sprachraum eingeführte Arzneistoff gilt als der erste Vertreter der atypischen Neuroleptika. Atypische Neuroleptika lösen im Gegensatz zu den klassischen Neuroleptika nur selten extrapyramidal-motorische Störungen, wie z. B. eine tardive Dyskinesie, aus.
Clozapin gilt als mittelpotentes Neuroleptikum. Aufgrund seines andersartigen Wirkmechanismus wird es häufig bei solchen Schizophrenien eingesetzt, die auf klassische Neuroleptika nicht oder nur unzureichend medikamentös ansprechen. Ein Einsatz als Mittel der ersten Wahl verbietet sich jedoch wegen teilweise lebensbedrohlicher Nebenwirkungen, darunter die sehr seltene, aber häufig lebensbedrohliche Agranulozytose.
Seit 2013 steht Clozapin auf der Liste der unentbehrlichen Arzneimittel der Weltgesundheitsorganisation.

## Chemie
Clozapin ist ein trizyklisches Dibenzodiazepin-Derivat {8-Chlor-11-(4-methyl-1-piperazinyl)-5H-dibenzo[b,e]-[1,4]-diazepin}. Die Substanz ist stark lipophil und daher gut ZNS-gängig.

## Pharmakologie

### Wirkprofil
Clozapin interagiert mit verschiedenen Transmittersystemen. Es werden das dopaminerge, das adrenerge, das cholinerge, das serotonerge und das histaminerge System durch die Clozapin-Wirkung beeinflusst. Clozapin ist ein potenter Antagonist an α1-Adrenozeptoren, muskarinischen Acetylcholin M1-Rezeptoren, Serotonin-Rezeptoren (insbesondere 5-HT2A- und 5-HT2C-Rezeptoren) sowie Histamin H1-Rezeptoren. Von besonderem Interesse ist die Wechselwirkung von Clozapin mit Dopamin-Rezeptoren. Clozapin blockiert vorrangig den D4-Dopaminrezeptor und mit deutlich geringerer Affinität auch D1-, D3- und D5-Rezeptoren. Die D2-Blockade, die bei den „klassischen“ Neuroleptika vermutlich für den Großteil der antipsychotischen Wirkung verantwortlich ist, ist ebenso nur gering ausgeprägt.
Obwohl die Pharmakologie des Clozapins auf Rezeptorebene sehr gut untersucht wurde, lässt sich bislang seine antipsychotische Wirkung nicht vollständig erklären. So soll die antiserotonerge, über 5-HT2A-Rezeptoren vermittelte Wirkung mittels einer „kompensatorischen“ Dopamin-Ausschüttung in bestimmten Hirnarealen (Substantia nigra) für das Ausbleiben der Störwirkung sorgen.

### Pharmakokinetik
Clozapin wird zu über 90 % resorbiert, hat eine Bioverfügbarkeit von ca. 50–60 % und eine Plasmahalbwertszeit von 8 bis 14 Stunden, im Schnitt 12 Stunden. Der einzig wirksame Metabolit ist das Desmethyl-Clozapin. Die Elimination erfolgt durch Metabolisierung und die Exkretion (Ausscheidung) der Metabolite vorwiegend renal.

### Klinische Indikationen
Clozapin ist nur unter sehr strenger Indikationsstellung bei therapieresistenten Psychosen indiziert. Bei therapieresistenter Schizophrenie ist es das Mittel der ersten Wahl, da hier eine Überlegenheit gegenüber anderen Antipsychotika gezeigt werden konnte. Es kann darüber hinaus als Mittel der ersten Wahl (gemäß Zulassung) vor Quetiapin wegen der fehlenden extrapyramidal-motorischen Störwirkungen bei Parkinson-Patienten eingesetzt werden, wenn unter dopaminerger Medikation behandlungsbedürftige psychotische Symptome auftreten, ferner bei Chorea-Huntington-Erkrankten.

### Unerwünschte Wirkungen
Clozapin führt sehr häufig zu multiplen Nebenwirkungen. Diese können bei Disposition (Fettsucht, Diabetes) langfristige Folgen haben. Oft kommt es zu einer Hypersalivation (verstärkte Speichelabsonderung), besonders im Schlaf, und wie bei anderen Neuroleptika zu weiteren anticholinergen Effekten.
Unter der Therapie mit Clozapin kommt es häufig bis sehr häufig zur Gewichtszunahme (4–31 %), zum Teil in erheblichem Ausmaß. Dies erschwert vielmals die Compliance des Patienten. Sehr häufig kommt es zu Müdigkeit bzw. Schläfrigkeit. Andere Risiken sind die Ausbildung eines Diabetes mellitus, eine Beeinträchtigung der körpereigenen Temperaturregulation (Erzeugung von Hyper- und Hypothermien), erhöhte Gefahr für epileptische Krampfanfälle sowie die Kardiotoxizität der Substanz. Auch gibt es den Verdacht, dass es einen Selenmangel verursachen kann.
Unter Behandlung mit Clozapin kann eine Herzmuskelentzündung und auch eine Kardiomyopathie auftreten. Das Risiko für eine Herzmuskelentzündung wird auf 1:100 bis 1:1000 beziffert. Das Risiko für eine Kardiomyopathie wird um den Faktor 10 geringer eingeschätzt.
Darüber hinaus tritt bei rund einem Drittel der Patienten eine chronische Verstopfung auf. Bei rund vier Prozent der Behandelten treten hier schwerwiegende Komplikationen bis zur Darmlähmung auf.

#### Agranulozytose
Die gefährlichste Nebenwirkung ist die während der gesamten Einnahmezeit mögliche Ausbildung einer Agranulozytose. Eine Verminderung der weißen Blutkörperchen (siehe Leukopenie, Neutropenie) ist unter Clozapin-Einnahme häufig; daher wird das Blutbild üblicherweise engmaschig überwacht, um ein ernsthaft gefährliches Absinken der Granulozytenzahl rechtzeitig zu erkennen. Wird das Medikament dann nicht sofort abgesetzt, besteht Lebensgefahr – bis etwa 1976 ist weltweit bei einigen Hundert Clozapin-Patienten eine Agranulozytose aufgetreten.
Vor der Einnahme von Clozapin ist deshalb ein Differentialblutbild durchzuführen. Gegebenenfalls wird bei zu geringen Anteilen der Leukozyten auf ein Ersatzpräparat zurückgegriffen.
Die meisten Agranulozytosen treten in den ersten 18 Wochen der Einnahme auf, darum wird üblicherweise während dieser Zeit das Blutbild wöchentlich, später dann monatlich kontrolliert. Nach neueren Daten liegt die Agranulozytose-Wahrscheinlichkeit bei 0,83–2 %. Das Risiko ist höher bei Frauen und Patienten in höherem Lebensalter.

#### Absetzpsychosen
Beim Absetzen von Clozapin kann es zu so genannten Absetzpsychosen kommen, die vom klinischen Bild her gravierender als die ursprünglich behandelte Psychose sein können. Diese Reaktionen treten besonders nach lang andauernder, hochdosierter Einnahme auf und werden im Allgemeinen als „Hypersensibilisierungsreaktionen“ interpretiert und sind meist auf die anticholinerge Wirkung des Medikamentes zurückzuführen. Im Extremfall kann dadurch ein Absetzen des Präparats vollkommen scheitern. Sorgsames, langsames Ausschleichen ist in diesen Fällen notwendig. Dies kann in seltenen Fällen Wochen benötigen.

### Wechselwirkungen
Clozapin wird über das Cytochrom-P450-1A2-Isoenzym verstoffwechselt. Entsprechend führen Stoffe, die als Inhibitoren dieses Enzyms wirken (z. B. Coffein, Fluvoxamin, Ritonavir) zu einer Steigerung und solche, die es in seiner Tätigkeit induzieren (z. B. Carbamazepin, Phenytoin, Rifampicin, Omeprazol, Rauchinhaltsstoffe) zu einer Verminderung der Plasmakonzentration von Clozapin. Im Weiteren kann die knochenmarksdepressive Wirkung mancher Arzneimittel verstärkt werden, ebenso wie die Wirkung anticholinerger und zentral dämpfender Medikamente. Bei Patienten, die rauchen, kann es unter bestimmten genetischen Konstellationen zu einem Anstieg des Clozapinspiegels kommen, sobald sie das Rauchen aufgeben. Außerdem sind Fälle bekannt, bei denen der Clozapinspiegel durch Einnahme von Omeprazol reduziert wurde.

## Geschichte
Clozapin wurde 1958 im Rahmen eines etwa 2000 Substanzen umfassenden Screenings für neue Antidepressiva durch die Chemiker Hunziker, Smutz und Eichenberger bei der Wander AG in Bern synthetisiert und 1960 patentiert. Die antipsychotische Wirksamkeit wurde zunächst nicht erkannt; der potenzielle Arzneistoff blieb wegen seiner sedierenden Effekte im Tierversuch ein Kandidat für weitere Tests.
Erste Versuchsreihen mit menschlichen Probanden erbrachten um 1962 eher unbefriedigende Resultate. Deshalb folgten erst ab 1966 weitere Studien am Menschen – nun an Patienten mit chronisch-produktiver Schizophrenie –, wobei die antipsychotische Wirkung auffiel. 1972 wurde Clozapin unter dem Warenzeichen Leponex auf den Markt gebracht. 1975 kam es zur sogenannten „Finnischen Epidemie“. Innerhalb kurzer Zeit erkrankten 16 Patienten an Granulozytopenie, 8 starben.
Erst 1990 wurde Clozapin in den USA unter dem Handelsnamen Clozaril mit großem werblichem Aufwand eingeführt. In mehrseitigen Anzeigen in Fachzeitschriften wurde es als der bedeutungsvollste Durchbruch in der antipsychotischen Therapie seit zwei Jahrzehnten bezeichnet.

### Anti-paradigmatische Wirkung, Namensgebung
Bis zur Mitte der 1960er Jahre war die von dem Psychiater Hans-Joachim Haase formulierte Theorie der „neuroleptischen Schwelle“ weithin anerkannt, wonach eine (auf der Dopamin-Blockade beruhende) antipsychotische Wirkung erst mit dem Auftreten der unerwünschten Parkinson-Symptome einsetzen sollte.
Das Clozapin widerlegte diese Theorie sehr eindrucksvoll. Nach einer Legende, die allerdings nie vom Hersteller bestätigt wurde, soll dieser das 1972 im deutschen Sprachraum zugelassene Präparat deshalb Leponex® genannt haben: der Name sei danach von den Begriffen lepus (lat. für Hase) und nex (lat. für Tod) abgeleitet und bedeute demnach so viel wie „Ha(a)se tot“.

### Gehäufte Todesfälle, Konsequenzen
In den folgenden Jahren wurde Clozapin in Europa zunehmend häufig verordnet, da es von vielen Patienten im Vergleich etwa zum Haloperidol wesentlich besser toleriert wurde. Mit der stark steigenden Verschreibungszahl häuften sich um 1975 Meldungen über tödlich verlaufende Agranulozytose-Fälle – zuerst in Finnland, wo das Präparat in jenem Jahr erst neu zugelassen wurde.
Nachdem das Clozapin als Auslöser feststand, folgten sehr unterschiedliche Reaktionen der einzelnen Regierungen beziehungsweise der jeweiligen staatlichen Zulassungsbehörden – von der konsequenten Marktrücknahme (Finnland und USA) bis zum Weiterbestehen der Zulassung mit einigen Warnhinweisen (Deutschland).
In Deutschland wurden erst 1979 spezielle Regelungen für die Verordnung von Leponex® getroffen, die allerdings einzigartig auf dem gesamten Arzneimittelmarkt waren: Eine beabsichtigte Clozapin-Verordnung musste der betreffende Arzt dem Hersteller melden, er erhielt ein Informationspaket, dessen Beachtung er schriftlich zusichern musste, und erst dann die Berechtigung zur Verordnung. In Deutschland bietet heute Novartis über eine spezielle Service-Homepage eine Kontrolle für das Fachpersonal an. Diese Website ermöglicht Apothekern die Kontrolle über die Einhaltung der Richtlinien zur kontrollierten Anwendung von Leponex. Dadurch wurde ein staatliches Verbot der Clozapin-Abgabe vermieden.
In der Schweiz ist das Vorgehen etwas einfacher: Die Rezepte für Leponex® und Clopin® eco müssen vom Arzt mit dem Vermerk «BBK sic» (BBK = Blutbildkontrolle) versehen werden. Der Apotheker klebt den an der Originalpackung haftenden Kleber mit obigem Vermerk auf das Rezeptformular. So hat die Krankenkasse die Kontrolle über die regelmäßigen Laboranalysen.

### Aktuelle Situation
Trotz jahrelanger Bemühungen verschiedener Hersteller, vom Clozapin ausgehend ein ebenbürtiges Antipsychotikum ohne die gefährlichen Schadeffekte zu finden, ist dieser Wirkstoff der einzige geblieben, der auch in Hochdosis keine Parkinson-Symptome auslöst. Aufgrund der Nebenwirkungen wird Clozapin häufig als Reservemedikament eingesetzt.
Eine verwandte und mittlerweile sehr häufig eingesetzte Substanz ist das Olanzapin, das hinsichtlich seiner Langzeitsicherheit noch nicht zuverlässig zu beurteilen ist.
Olanzapin und andere neuere Neuroleptika wie Quetiapin und Risperidon bringen jedoch offenbar kein erhöhtes Agranulozytose-Risiko mit sich und werden deshalb gegenüber dem Clozapin bevorzugt.
Seit Ende der 1990er Jahre kamen mehrere Clozapin-Generika auf den Markt.

## Handelspräparate
Clozapin ist als Tablette und Lösung zur oralen Einnahme im Handel unter den Handelsnamen Clopin (CH), Elcrit (D), Lanolept (A), Leponex (D, A, CH), Clozaril (USA) und diverse Generika (D)